# Route de la Perle (Muharraq)
La ville-île de Muharraq, longtemps capitale de Bahreïn, s'est développée autour du commerce de la perle.
Certaines maisons des grands marchands, restaurées ou en restauration, permettent au public d'apprécier la richesse architecturale, économique et culturelle de l'ancienne cité.
En 2012, ouvrent un lieu de restauration et d'hébergement, principalement pour les invités des manifestations du centre de recherche.
L'ensemble des lieux constitue le projet Route de la Perle.

## Historique
Le Shaikh Ebrahim bin Mohammed Al Khalifa Center for Culture and Research ouvre en 2002.

## Lieux
- - Memory of the Place, la maison Bin Matar, Bin Matar House, centre d'exposition, café, boutique, événements,
  - le Jardin Vertical, Vertical Garden, près du rond-point (et du pâtissier Saadeddin),
  - Centre pour la culture et la recherche,
  - Iqra Children's Library 1,
  - Water Garden,
  - Information Center,
  - Coffee Corner,
  - House of Coffee,
  - Kurar House,
  - Abdullah Al Zayed House for Bahraini Press Heritage,
  - Abdullah Al Zayed House Extension,
  - House of Architectural Heritage,
  - Al Nukhidah House,
  - Ibrahim Al Arrayed House of Poetry, vers Palace Avenue,
  - Mohamed Bin Faris Sut Music House,
  - Iqra 2 Library,
  - Nuzul Guest House,
  - Bu Zaboon House, Al Tawash Restaurant,
  - Maison Jamsheer, Centre Culturel Franco-Bahreïnien